# Фолкинер, Софи
Софи́ Фолки́нер (англ. Sophie Falkiner; 20 марта 1974, Мельбурн, Виктория, Австралия) — австралийская журналистка и телеведущая.

## Биография
Софи Фолкинер родилась 20 марта 1974 года в Мельбурне (штат Виктория, Австралия). Софи ранее вела серию развлекательныых новостей на «FOX8». Она также была телеведущей на «The Great Outdoors».
Софи также работает в качестве модели и появилась на обложках различных австралийских журналов. Также появлялась в «Sunrise» и «Kerri-Anne».
Софи замужем за Тони Томасом. У супругов есть двое детей — дочь Изабелла Грэйс Томас (род.28.03.2005) и Джек Эстон Томас (род.28.02.2009).